# Pinsà de Darwin becfí
El pinsà de Darwin becfí (Geospiza difficilis) és una espècie d'ocell de la família dels tràupids (Thraupidae). És endèmic de les illes Galápagos, a Fernandina, Santiago, Pinta, Genovesa, Darwin i Wolf.